# Daniel Bühler

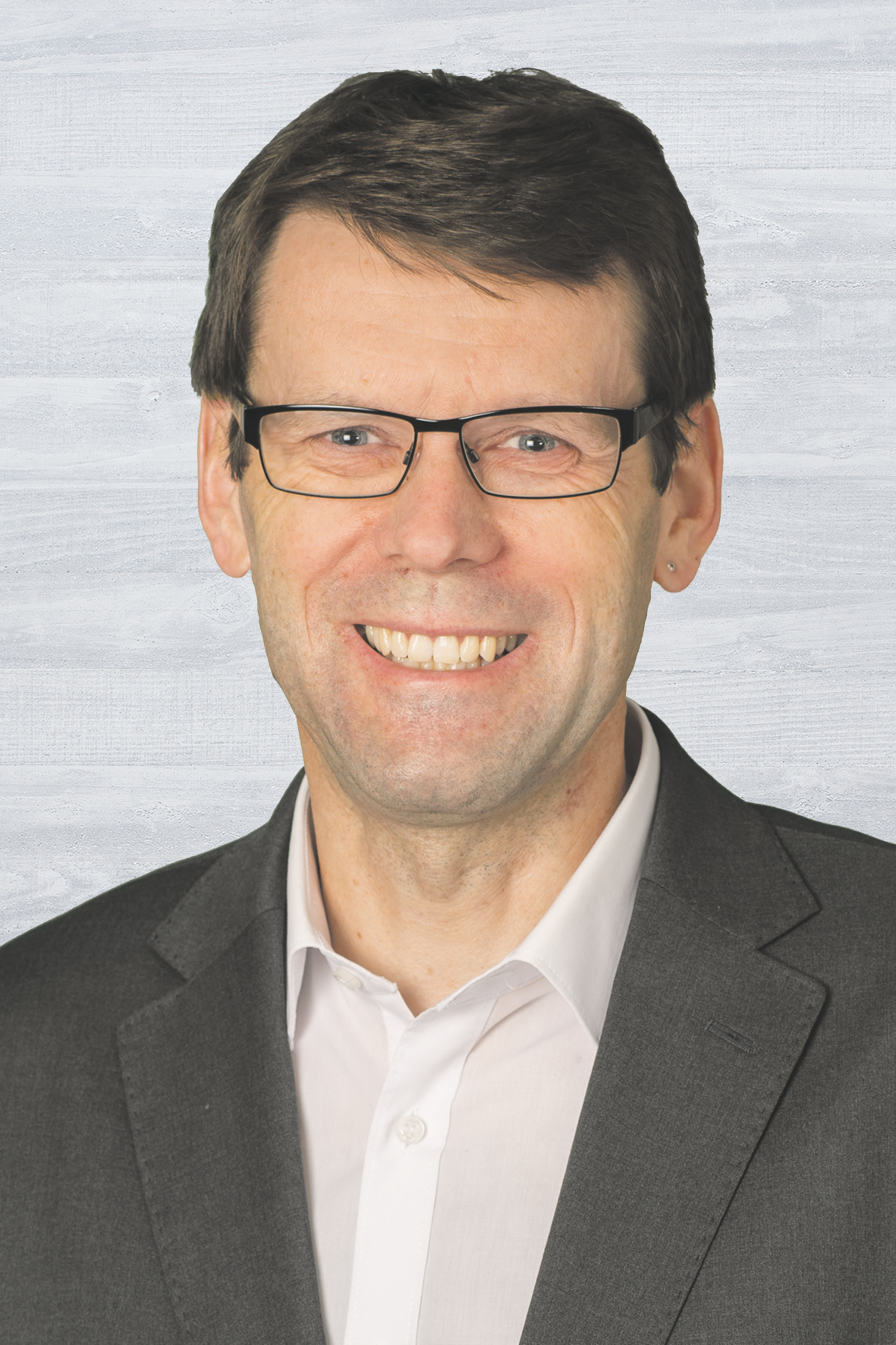
Daniel Bühler (2017)

Daniel Bühler (* 1970) ist ein Schweizer Politiker (FDP). Er vertritt seit 2012  den Wahlkreis Sarganserland im Kantonsrat des Kantons St. Gallen.

## Leben
Daniel Bühler ist in Versam (heute Gemeinde Safiental GR) aufgewachsen. Von 2007 bis 2012 war Bühler Stadtpräsidenten von Altstätten SG. 2012  wurde er dann in Bad Ragaz zum Gemeindepräsidenten gewählt.
Als Mitglied der FDP-Fraktion im Kantonsrat des Kantons St. Gallen, gehört Daniel Bühler folgenden Interessengemeinschaften an: IG Haus- und Grundeigentum, IG Parlamentarische Gruppe Sicherheit, IG öffentlicher Verkehr und IG Sport. Ebenfalls ist er Mitglied der Wirtschaftsgruppe und des landwirtschaftlichen Klubs.
Daniel Bühler ist ausserdem im Stiftungsrat bei der Stiftung Altes Bad Pfäfers und im Verwaltungsrats des Pflegezentrum Sarganserland, Mels tätig. Weiter ist er Vorstandsmitglied bei der Talgemeinschaft Sarganserland-Walensee und gehört dem Verwaltungsrat Soziale Dienste Sarganserland an.